# Rosa Genoni
Rosa Genoni (Tirano, 1867-Varese, 1954) fue una costurera, diseñadora de moda, maestra, feminista y defensora de los derechos de las trabajadoras italiana. Tuvo una exitosa carrera en diseño de moda, con modelos innovadores como su vestido Tanagra. Fue la delegada italiana en el Congreso Internacional de Mujeres de La Haya, en 1915. Sus esfuerzos de activismo junto con su deseo de convertir a Italia en una referencia de la moda se vieron frustrados por el fascismo.

## Trayectoria
Nació en la ciudad de Tirano en Lombardía. Era la mayor de 19 hijos. Se mudó a Milán a los diez años y empezó a trabajar en la tienda de modistas de un pariente. A la edad de dieciocho años, se graduó como maestra costurera. Durante este tiempo comenzó a asociarse con los círculos socialistas de Milán. Fue una firme defensora de la emancipación de la mujer y de su derecho a tener acceso a la educación.
Entre 1884 y 1885, fue enviada a París como delegada del Partido de los Trabajadores Italianos, el predecesor del Partido Socialista Italiano, siendo la única mujer que asistió. Allí encontró trabajo en una pequeña tienda de costureras italianas y se adentró en el mundo de la moda, perfeccionó sus técnicas de sastrería y bordado y pasó a trabajar en casas de moda reconocidas.
Regresó a Milán, decidida a desarrollar la tendencia Hecho en Italia y visibilizar la producción creativa de su país. Con su activismo femenino abogó por las demandas salariales y participó en las protestas contra la explotación del trabajo de las mujeres. Mientras participaba en esas causas, conoció a otras mujeres involucradas en movimientos socialistas y feministas. La periodista Anna Maria Mozzoni invitó a Genoni a participar en el Congreso de la Internacional Socialista-Laborista en Zúrich. También participó activamente con otras mujeres en los inicios de la Lega femminile, que agrupaba a costureras y sombrereras. Esta organización fue una importante defensora de la vinculación del trabajo de las mujeres en la industria y la producción de prendas de vestir con el contexto más amplio del movimiento de mujeres hacia la emancipación, el derecho a la educación y la igualdad. En una de las protestas de las costureras, Genoni conoció a la líder feminista y socialista, Anna Kuliscioff, quien se convirtió en su clienta y amiga.
A partir de la década de 1880, se involucró mucho más en el movimiento feminista, primero con la izquierda radical de Abigail Zanetta (1875-1945) y luego con las ideas más moderadas y reformistas de Kulishoff. Llevó en paralelo el activismo y la moda. Fue contratada en 1895, por Maison H. Haardt et Fils, una casa de moda de Milán con sucursales en San Remo, Lucerna y St. Moritz. Genoni fue ascendida a Premier en 1903, el mismo año en que nació su hija Fanny, fruto de la relación con su pareja, el abogado Alfredo Podreider, a quien conoció cuando formaba parte del círculo de Pietro Gori.
Además de su trabajo en la Maison H. Haardt et Fils y a su compromiso con el activismo en favor de la paz y los derechos de la mujer, empezó a enseñar historia del traje en la Escuela Profesional para Mujeres de la Societa Umanitaria de Milán. También dirigió el departamento de confección de la Sociedad Umanitaria, puesto que ocupó hasta 1925, momento en el que se negó a prestar juramento de fidelidad al fascismo.

## Exposición Universal de Milán (1906)
En 1906, mientras trabajaba como Premiere en Maison Haardt et Fils, reproduciendo principalmente modelos parisinos, sugirió participar en la Exposición Universal de Milán, pero su jefe le respondió que era imposible porque su casa era conocida por copiar la moda parisina. Sin embargo, agregó que podía exhibir en su propio nombre, lo cual hizo con orgullo.
Genoni terminó preparando diseños dos veces para esta exposición. Después de que se produjera un incendio en los terrenos de la feria, que devastó el edificio que albergaba sus creaciones, tuvo que crear nuevos vestidos en muy poco tiempo. Finalmente, logró el reconocimiento por su talento como diseñadora de vestidos "Made in Italy" recibiendo el Gran Premio del Jurado Internacional por dos creaciones que exhibió.
Documentó su participación en el folleto, Al visitatore (Al visitante 1906), en el que expresó su intención de crear una moda y un estilo propio de Italia, como parte integral del renacimiento de las artes y como una contribución a la construcción de una identidad nacional.

## Moda

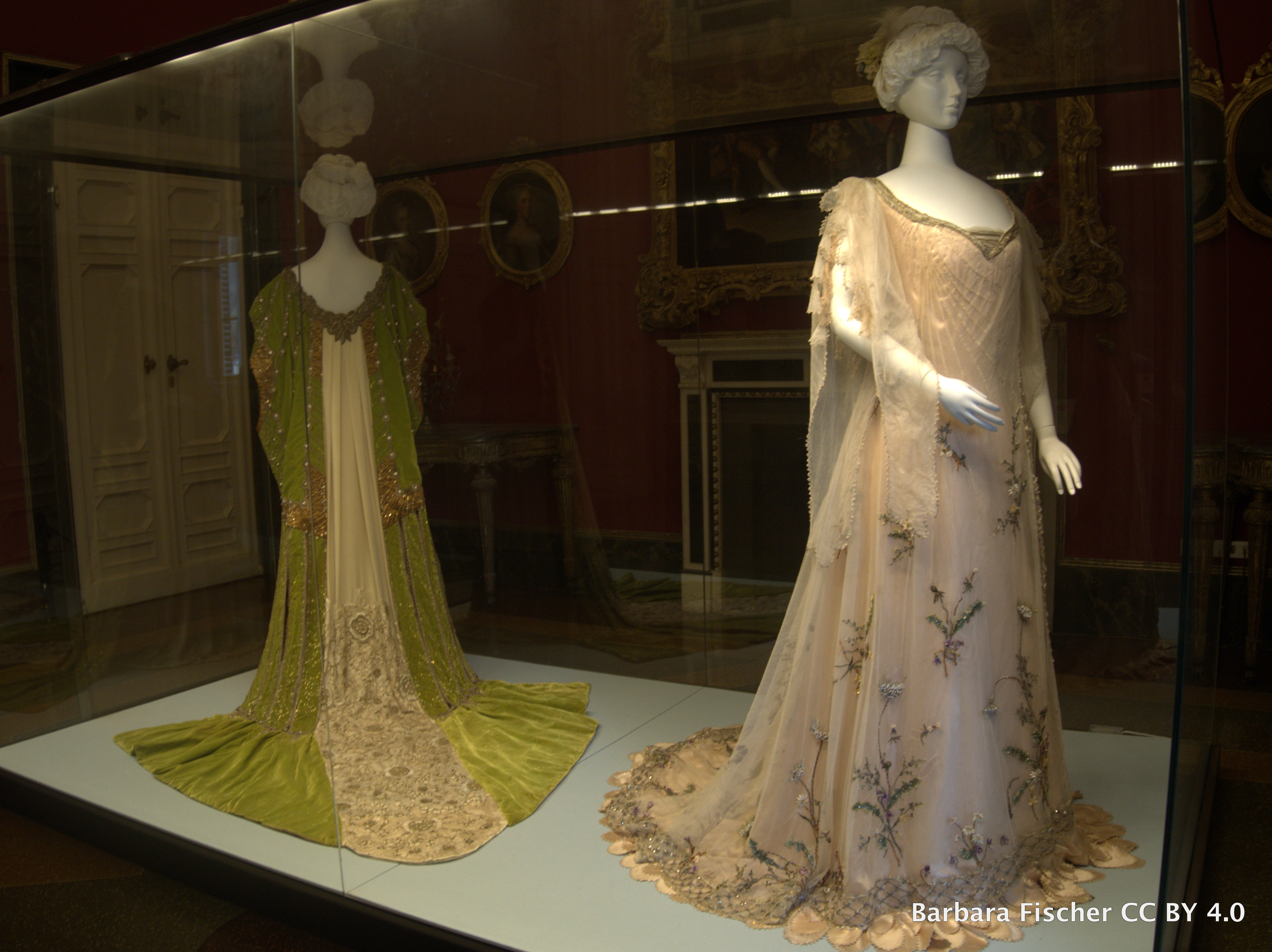

La inspiración de Genoni provino de tres períodos distintos: el Primer Renacimiento, la antigüedad grecorromana y clásica, y el modernismo. Para sus vestidos de noche se inspiró en los pintores renacentistas Sandro Botticelli (Primavera) y Pisanello. Incorporó el drapeado, el doblado, el ceñido y el prensado, para que la usuaria pudiera transformar su vestido Tanagra. Este modelo se inspiró en el drapeado de las figuras Tanagra. El tercer período, inspirado en la energía moderna del movimiento, dio lugar a una colección de ropa casual, que incluyó vestidos adecuados para viajar en avión.

## Activismo

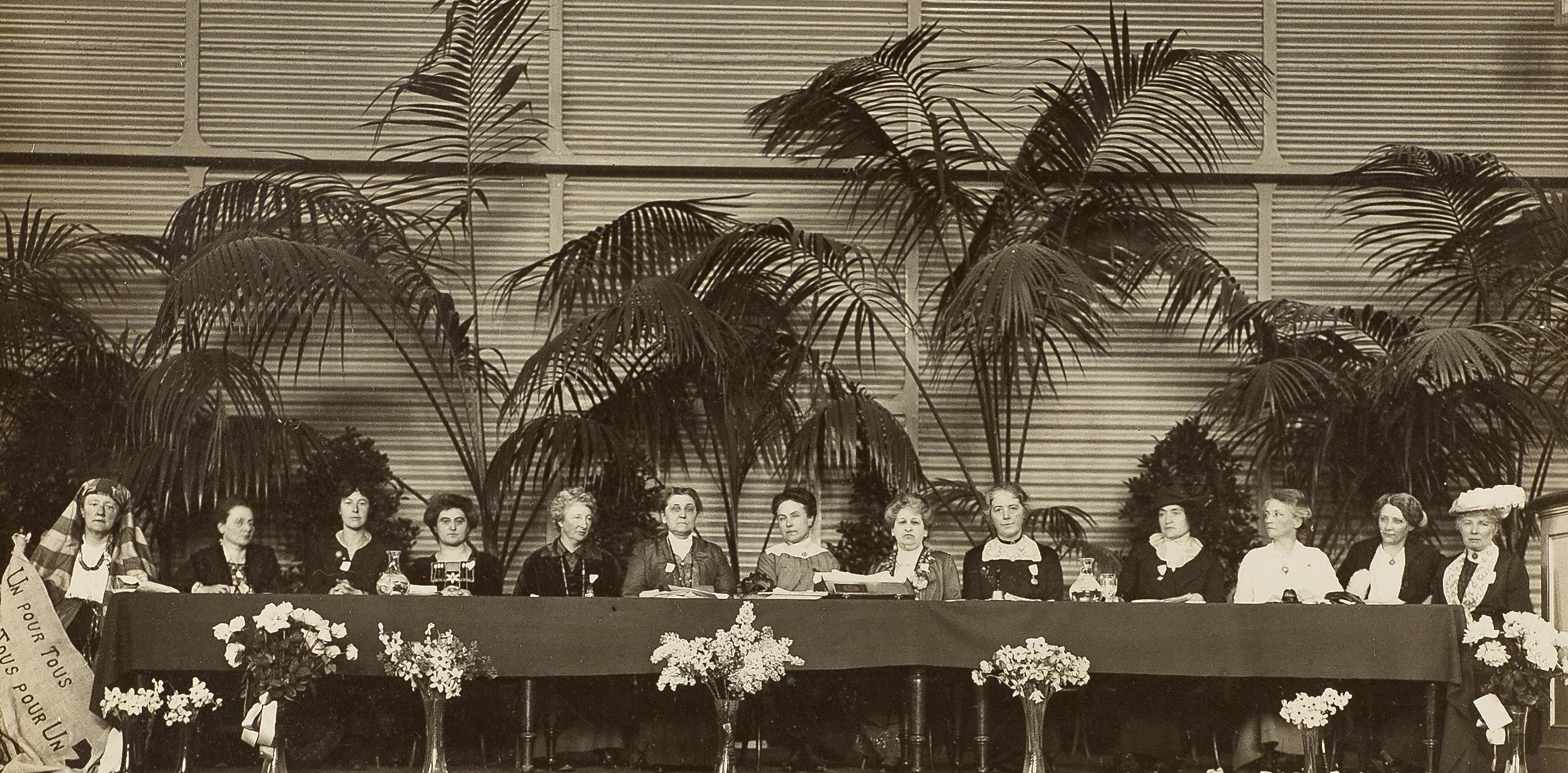
Congreso Internacional de Mujeres en 1915. de izquierda a derecha: 1. Lucy Thoumaian - Armenia, 2. Leopoldine Kulka, 3. Laura Hughes - Canadá, 4. Rosika Schwimmer - Hungría, 5. Anika Augspurg - Alemania, 6. Jane Addams - Estados Unidos, 7. Eugenia Hanner, 8. Aletta Jacobs - Holanda, 9. Chrystal Macmillan - Reino Unido, 10. Rosa Genoni - Italia, 11. Anna Kleman - Suecia, 12. Thora Daugaard - Dinamarca, 13. Louise Keilhau - Noruega

Genoni trabajó activamente para llamar la atención sobre la difícil situación de las trabajadoras, la falta de igualdad de derechos entre mujeres y hombres, y los esfuerzos contra la guerra y el mantenimiento de la paz. En abril de 1906, tuvo lugar en Roma el primer Congreso Nacional de Mujeres Italianas, que fue la primera reunión nacional oficial de las diversas asociaciones y grupos de mujeres del país, agrupadas como un consejo, Consiglio Nazionale delle Donne Italiane (CNDI). Fundado en 1903, fue la rama italiana del Consejo Internacional de Mujeres. El Congreso de Roma fue el primer foro público y nacional en Italia del movimiento feminista de mujeres. Con una semana de duración se organizó en torno a seis temas: 1) Educación e Instrucción; 2) Asistencia y Prevención; 3) Condición Moral y Jurídica de la Mujer; 4) Higiene; 5) Arte y Literatura Femenina; 6) Emigración. Genoni fue una de las ponentes oficiales de la quinta sección y pronunció un discurso titulado El arte de vestir.
Junto a otras mujeres, incluidas Jane Addams y Rosika Schwimmer, asistió al Congreso Internacional de Mujeres de La Haya, del 28 de abril al 1 de mayo de 1915, como la única delegada de su país en representación de varias organizaciones sufragistas y pacifistas italianas.
Fue vigilada por las fuerzas de seguridad locales debido a sus actividades pacifistas y su participación en la campaña contra la guerra. Documentos en su expediente indican que fue identificada como "subversiva", "socialista" y "anarquista". En ocasiones se le negó un pasaporte para viajar. A pesar de la vigilancia a la que fue sometida y de las amenazas durante los años de la Primera Guerra Mundial y el fascismo, siguió abogando por la paz. También, atacó la posición de los futuristas a favor de la guerra y escribió claramente su postura en artículos publicados en el periódico socialista, L'Avanti.
En 1935, el régimen fascista controlaba la vida cotidiana italiana, por lo que Genoni abandonó su sueño de construir una "moda italiana" y una sociedad más democrática e igualitaria que defendiera los derechos de las clases bajas.

## Antroposofía
Fue una gran antropósofa interesada en las enseñanzas espirituales del filósofo austriaco Rudolf Steiner. Presentó al menor de sus hermanos, el artista italiano Ernesto Genoni, a las reuniones de la Sociedad de Antroposofía en Milán. Posteriormente, su hermano emigró a Australia, donde introdujo a sus hermanos, agricultores en Australia Occidental, a la Antroposofía, cofundó el primer grupo y estableció la primera granja biodinámica en Melbourne. Genoni tuvo un papel fundamental en la difusión de las enseñanzas de Steiner en Australia.